# Крюков, Михаил Витальевич
Михаил Витальевич Крюков (род. 27 апреля 1956, Серпухов, Московская область) — международный арбитр ФИДЕ (2000), почётный спортивный судья России, организатор и лектор ФИДЕ (2011). Экс-председатель судейско-квалификационной комиссии ФШР, экс-президент федерации шахмат Московской области.
Арбитр шахматной олимпиады (2012). Заместитель главного судьи Кубка мира (2011). Арбитр чемпионатов мира по рапиду и блицу среди женщин (2023). Главный судья чемпионата мира по блицу среди женщин (2014). Арбитр чемпионатов мира по рапиду и блицу среди мужчин (2022, 2019) и женщин (2022, 2018). Главный судья чемпионата мира по блицу среди женщин (2014). Главный судья чемпионатов мира среди юниоров до 20 лет (2015). Арбитр чемпионата России по блицу и рапиду (2019), заместитель главного арбитра (2015). Арбитр чемпионата мира среди юниоров до 18 лет (2018, 2016); заместитель главного арбитра (2016). Заместитель главного судьи чемпионата Европы (2017); по рапиду и блицу (2017, 2016, 2014); судья на линии (2015, 2014). Главный судья чемпионатов России по рапиду и блицу (2017). Главный судья высшей лиги чемпионата России (2016, 2013). Заместитель главного арбитра женского гран-при ФИДЕ (2016). Многократный арбитр юношеских чемпионатов России. Многократный арбитр и организатор представительных опен-турниров «Moscow Open» и «Aeroflot Open». Многократный арбитр этапов гран-при России.

## Биография
Начал свою карьеру в феврале 1984 года, когда получил письмо от Всероссийского шахматного клуба с приглашением стать судьёй на полуфинале первенства РСФСР в Анапе.
Михаил женат на известной шахматистке и тренере Ирине Крюковой (до замужества Кулиш), у международного арбитра пятеро детей.